# Aneto (Huesca)
Aneto es una localidad española perteneciente al municipio de Montanuy, en la Ribagorza, provincia de Huesca, Aragón.
En su término se encuentra la central eléctrica de Moralets.

## Historia
Hasta 1970 perteneció al municipio de Bono, año en que este se fusionó en el actual de Montanuy.

## Geografía humana

### Demografía
| Gráfica de evolución demográfica de Aneto entre 1842 y 1860 |
| |
| Población de derecho según los censos de población del INE Población de hecho según los censos de población del INEEntre el censo de 1857 y el anterior, crece el término del municipio porque incorpora a 22545 (Bono) y 225109 (Forcat) Entre el censo de 1877 y el anterior, este municipio desaparece porque cambia de nombre y aparece como el municipio 22545 (Bono) |

## Monumentos
- Ermita de San Clemente, de estilo románico del siglo XII y con modificaciones del XVI.[1]
- Iglesia parroquial del siglo XVIII.[5]

## Festividades
- 17 de enero, en honor a San Antonio, esquellada al santo.[5]
- Fallas el fin de semana más próximo al 29 de junio.[5]
- 12 de octubre, en honor a la Virgen del Pilar (fiesta mayor).[5]